# Omul din interior (Star Trek: Voyager)
„Omul din interior” (titlu original: „Inside Man”) este al 6-lea episod din al șaptelea sezon (și ultimul) al serialului TV american științifico-fantastic Star Trek: Voyager și al 152-lea episod în total. A avut premiera la 8 noiembrie 2000 pe canalul UPN.

## Prezentare
O hologramă a lui Reginald Barclay este trimisă pe Voyager, aparent pentru a implementa un plan periculos de a-i aduce acasă; dar holograma a fost modificată de un grup de Ferengi, care încearcă să fure nano-sonde Borg prețioase de la Seven of Nine.

## Actori ocazionali
- Dwight Schultz - Reginald Barclay
- Dwight Schultz - Holo-Barclay
- Marina Sirtis - Deanna Troi
- Richard Herd - Admiral Paris
- Richard McGonagle - Commander Harkins
- Frank Corsentino - Gegis
- Christopher Neiman - Yeggie
- Michael William Rivkin - Nunk
- Sharisse Baker-Bernard - Leosa
- Brooke Averi - Little Girl #1
- Lindsey Parks- Little Girl #2